# Sortland
68°41′41″N 15°24′33″Ø / 68.69472°N 15.40917°Ø
Sortland er en kommune og hovedbyen i kommunen i Nordland fylke i Norge. Den omfatter områder på øerne Langøya og Hinnøya. Mellem øerne går Sortlandssundet.
Kommunen grænser i nord til Øksnes og Andøy, i øst til Kvæfjord, i syd til Lødingen og Hadsel og i vest til Bø.
De vigtigste erhverv er handel og tjenesteydelser, men også landbrug, fiskeri og havbrug er vigtige erhverv.
Kommunecenteret Sortland er også regionscenter for Vesterålen. Byen havde 4.620 indbyggere i 2005. Sortland profileres som "Den blå byen ved sundet" efter et initiativ om at male alle bygninger i nuancer af blåt. Dette projekt er imidlertid omstridt blandt indbyggerne på Sortland, men en del bygninger er blevet malet blå.
Sortland er den eneste kommunen i Vesterålen, som har haft stabil vækst i folketallet de sidste 25 år.
Forfatteren Lars Saabye Christensen boede i flere år i Sortland, og han har skrevet dele af flere af sine mest kendte bøger på stedet.

## Historie
Sortland var hjemstedet for sagaens Karle og Gunnstein, som var med på Tore Hunds Bjarmelandsferd.
Kommunen Sortland blev i 1841 skilt ud fra Hadsel kommune. Sortland kommune bestod da af områderne på begge sider af Sortlandssundet; på Langøya fra Rise i syd til Bremnes i nord, og på Hinnøya fra Fiskfjorden i syd til Forfjorden i nord. I 1963 blev landsbyen Holm overført fra Langnes (nu Øksnes) kommune til Sortland. Samtidig blev indre Eidsfjord overført fra Hadsel kommune til Sortland. I 2000 blev Godfjorden i Kvæfjord kommune overført til Sortland.

## Geografi
Topografien i Sortland er varieret. Østsiden af Eidsfjorden og Sortlandssundsiden af Langøya har bløde former, med landbrugsland ved havet og en del mose. Det har også en del af Hinnøya langs Sortlandssundet, fra Sigerfjord og nordover. Vestsiden af Eidsfjorden og Hinnøya fra Sigerfjord og mod syd har en mere knudret topografi. Vesterålens højeste fjeld er Møysalen på Hinnøya, 1.262 moh. Kommunegrænsen mellem Sortland og Lødingen går over Møysalen, mens Hadsel kommune går til et stykke neden for toppen af Møysalen. På vestsiden af Eidsfjorden er fjeldet Ræka, 607 moh.
I Forfjorddalen på grænsen til Andøy findes en fredet ur-fyrreskov. Nogle af fyrretræerne i Forfjorddalen naturreservat er over 700 år gamle. I store dele af kommunen, særlig på Langøya, er der de seneste år blevet plantet gran.
Sortland har midnatssol mellem 23. maj og 23. juli.
På Dalsand i Sigerfjord findes en populær badestrand. På Holm findes også en strand med koralsand. Osvollvatnet og Kjerringnesdalsvatnet er ligeledes populære badesteder.

## Trafik
Det meste af Sortland kommune er knyttet sammen med veje. Europavej E10 kommer østfra gennem Langvassdalen i Kvæfjord og går via Sortlandsbrua og Sortland til Rise og videre til Stokmarknes og Lofoten. Rigsvej 82 går fra Sortlandsbrua til Andøya. Rigsvej 820 går fra Sortland via Vikeidet og Frøskeland til Bø. Fra Frøskeland går rigsvej 821 over Frøskelandseidet til Myre. Rigsvej 822 går fra Langvassdalen via Blokken til Kaljord i Hadsel. Der går også veje ind i Hognfjorden til Godfjord, til Bremnes og Holm, fra Storvika til Kavåsen og Smines i Øksnes, på Eidsfjordens østside fra Frøskeland til Sandnes i Hadsel, over skæret fra Sortland til Holmstad, og fra Reinsnes til Stamnes. Den gamle vej gennem Sigerfjord er i dag kommunal. Den eneste del af Sortland kommune, som ikke har vejforbindelse, er Eidsfjordens vestside. Det område blev vurderet, da vejen til Bø blev bygget, men den vej blev i stedet lagt ved Auenfjorden i Øksnes.
Broerne er vigtige for samfærdslen i Vesterålen og ikke mindst i Sortland. Sortlandsbrua over Sortlandssundet mellem Langøya og Hinnøya blev åbnet i 1975. Samme år blev Kvalsaukan-broen over Hognfjorden åbnet. I 1983 åbnede Brokløysatunnelen og Djupfjordstraumen bro over Djupfjorden. I efteråret 1995 åbnede Sigerfjordtunnelen og vejen i Kjerringnesdalen, hvilket flyttede E10 bort fra den krogede og smalle vej i Sigerfjorden. Vigtige for Sortland er også Andøybroen (åbnet 1974), Hadselbroen (åbnet 1978) og Ryggedalstunnelen (Bøtunnelen) (åbnet 1980), selv om disse ikke ligger i Sortland kommune.
Sortland er også anløbssted for Hurtigruten.
Nordtrafikk dækker nu hele Vesterålen (med undtagelse af dele af Andøy, som har eget busselskab), Lofoten og Sør-Troms, samt dele af Salten og indre Østlandet.

## Erhvervsliv og beskæftigelse
Sortland er handelscenter for Vesterålen. Byen har mange butikker, og handelen pr. indbygger er større end selv i Bodø og Tromsø. Tidligere fandtes der nærbutikker flere steder i kommunen, men i dag er der kun nærbutikker i Holmstad, Sigerfjord og Blokken.
Kystvagtbasen for Nordnorge ligger på Sortland. Den blev åbnet i 1984. Flere af Kystvagtens skibe ligger ved kaj ved basen på Sortland.
Eidsfjorden var i sidste halvdel af 1800-tallet kendt som en af Norges bedste sildefjorde. Det store sildefiskeri er for længst historie, men der findes fremdeles fiskere i Sortland. Traditionelt har det været almindeligt at ernære sig ved en kombination af fiskeri og gårddrift.
En af virksomhederne, som har gjort Sortland kendt, er Vesterålens Hermetikkfabrikk. Den blev etableret i 1912 og er nok mest kendt for dåserne med Vesterålens fiskeboller.

### Tusenårssted
Kommunens tusenårssted er Mindelunden – den gamle kirkegårdstomt. Området er oprindelig en kirkegård fra middelalderen og er derfor fredet. Den gamle kirkestue, som oprindelig stod i gaden lige ved, er flyttet dertil. Kirketårnet, som hørte til gamle Sortland kirke, er placeret i indgangen til Mindelunden og markerer, hvor de første gudshuse stod. Den gamle kirke blev revet ned, da en ny kirke blev bygget på Kirkåsen i 1901.

## Kirke
Sortland kommune har 3 kirker: Sortland kirke (fra 1901), Sigerfjord kirke (fra 1933) og Indre Eidsfjord kirke (fra 1970) på Holmstad.
Sortland, Sigerfjord og Indre Eidsfjord kirkesogn blev i 2005 slået sammen til ét sogn.

## Personer fra Sortland
- P.C. Reinsnes (død 1976), politiker, stortingsmand
- Evald Hansen, krigshelt (død 1943)[1][2][3]
- Hill-Marta Solberg (1951–), politiker, stortingsrepræsentant, regeringsmedlem
- Sivert Høyem (1976–), sanger, medlem af gruppen Madrugada